# Massimiliano Quilici
Massimiliano Quilici (Lucca Toscana 1799 - 1889) fou un compositor italià. Per les dades i el lloc de naixença podria molt bé ser descendent dels músics Biagio (1774-1861) i Domenico (1759-1831).

## Biografia
Fou mestre de capella del duc de Lucca i professor de cant, d'acompanyament i de teoria de la música del Liceu Musical d'aquella ciutat.
Va compondre les òperes:
- Francesca da Rimini, estrenada el 1829,
- Bartolomeo della Cavalla, estrenada a Venècia el 1838,
- La penna del Diavolo, estrenada a Florència el 1861.

A més, és autor, de diversos cors, cantates, una missa, etc.